# Pădurea Cîietu (arie protejată)
Cîietu este un sector reprezentativ cu vegetație silvică în raionul Cantemir, Republica Moldova. Este amplasat în ocolul silvic Congaz, Cîietu, parcela 25, subparcela 15. Are o suprafață de 4 ha. Obiectul este administrat de Gospodăria Silvică de Stat Iargara.